# Rivière Saint-François (fleuve Saint-Jean)
Pour les articles homonymes, voir Saint-François.
La rivière Saint-François (anglais : Saint Francis River) est un affluent du fleuve Saint-Jean d'une longueur de 102,4 km dont le cours inférieur délimite la frontière canada-américaine. Il prend sa source d'un ruisseau de montagne. Néanmoins, le lac Saint-François (qui se déverse dans le ruisseau à Castonguay), situé à 20 km à l'est de Rivière-du-Loup au Québec, constitue le plan d'eau important de la partie supérieure du bassin versant.
La portion frontalière débute à la décharge du lac Pohénégamook à Pohénégamook. Elle coule ensuite en direction sud-ouest, jusqu'à sa confluence avec le fleuve Saint-Jean, entre les villages de St. Francis au Maine et Saint-François-de-Madawaska au Nouveau-Brunswick.
La partie supérieure de la rivière est desservie par la route 185. Le chemin de la Tête-du-Lac et la route 289 sont situés sur la rive ouest du Lac Pohénégamook. La rue Principale longe la rive nord de la rivière entre les villages d'Escourt et de Rivière-Bleue. Puis la rue Saint-Joseph Sud longe la rive est de la rivière au Québec, en aval du village de Rivière-Bleue.
Le destroyer USS Bancroft est devenu un navire canadien dans le cadre du Destroyers for Bases Agreement et a été rebaptisé en empruntant le nom de la rivière Saint-François afin de suivre la tradition canadienne de nommer les destroyers selon les rivières du Canada, tout en reconnaissant la contribution du navire à l'histoire nationale.

## Géographie
À partir du lac Saint-François coule sur environ 110 km selon les segments suivants :
- vers le sud jusqu'à la confluence du ruisseau à Castonguay venant du nord-est ;
- vers le sud-ouest dans Saint-Honoré-de-Témiscouata jusqu'au ruisseau Noir venant du sud-ouest ;
- vers le sud-ouest, en traversant une zone de marais en début de segment, jusqu'au ruisseau Armstrong venant du nord-est ;
- vers l'est, en passant sous le pont Malenfant, jusqu'à la limite nord-est de la Réserve de Parke ;
- vers le sud-ouest, jusqu'au ruisseau des Cèdres (venant du nord-ouest) ;
- vers le sud en traversant une zone de marais jusqu'au ruisseau des Cascades venant du nord-est ;
- vers le sud en traversant une zone de marais, jusqu'à la limite sud-est de la Réserve de Parke ;
- vers le sud-est, en serpentant jusqu'à la Pointe à Brochu où ce segment se déverse sur la rive nord-ouest du Lac Pohénégamook ;
- vers le sud-est, en traversant le Lac Pohénégamook (altitude : 202 m) sur sa pleine longueur, jusqu'à sa décharge situé au sud-est du lac, soit à Escourt. Le Lac Pohénégamook reçoit du côté ouest les eaux de la rivière Boucanée.
- vers l'est, en recueillant les eaux du ruisseau Wilcat venant du sud-ouest et en serpentant jusqu'au ruisseau Providence venant du nord lequel traverse le village de Sully ;
- vers le sud-est, en passant au sud du village de Sully et en serpentant jusqu'au ruisseau Dead venant du sud-ouest ;
- vers le sud-est, en serpentant jusqu'à la confluence de la rivière Bleue venant du nord ;
- vers le sud-est, en serpentant jusqu'au ruisseau Pelletier venant de l'est ;
- vers le sud-ouest, en recueillant les eaux du ruisseau Jones venant du nord-ouest et en serpentant jusqu'à la rive nord du Beau Lac ;
- vers le sud, en traversant Le Beau Lac sur sa pleine longueur, jusqu'à la frontière entre le Québec et le Nouveau-Brunswick.
- vers le sud, jusqu'au "Grew Pond" ;
- vers le sud-est, en traversant le "Grew Pond" et le "MacPherson Pond", jusqu'à l'embouchure. Ces deux plans d'eau sont réunis par un petit détroit ;
- vers le sud-est, formant un détroit, jusqu'à la rive nord-ouest du Lac Glazier ;
- vers le sud-est, en traversant la partie sud-est du Lac Glazier jusqu'à sa décharge ;
- vers le sud-est, jusqu'au ruisseau Falls venant du sud ;
- vers le sud-est, en passant au nord-est d'une montagne dont l'altitude est de 415 m, jusqu'à sa confluence avec le Saint-Jean.

## Toponymie
Le toponyme « rivière Saint-François » a été officialisé le 5 décembre 1968 à la Commission de toponymie du Québec.